# 토요명화
《토요명화》(Saturday Night Movies)는 1980년 12월 6일부터 2007년 11월 3일까지 방송되었던 KBS 2TV에서 영화 프로그램이다.

## 역사
1980년 12월 1일 KBS 2TV 개국과 함께, 같은 해 12월 6일 《주말을 명화와》라는 제목으로 첫 방송을 시작하였으며, 1981년 4월에는 《토요 로드쇼》로, 같은 해 9월 12일부터는 《토요명화》라는 이름으로 변경되어 방송되었다.
비록 방송 시간이 자주 변경되었지만, 오랜 기간 동안 높은 인기를 유지하였으나, 1998년부터 시청률이 점차 하락하기 시작하였으며, 2000년 5월에는 한국영화 편성이 신설되었다. 2002년 4월부터는 방송 시간이 밤 11시대로 조정되었으나, 이로 인해 시청률이 더욱 급격히 하락하는 결과를 초래하였다.
2005년 신년 기점으로 《겨울연가》 재방영되면서, 정규 프로그램이었던 《토요명화》가 일시적으로 결방되거나 편성 변경되는 대한 논란이 일었다. 2005년 봄 개편 이후 《토요명화》가 다시 부활하여, 시청률이 10% 내외로 급락하였다.
결국 KBS 2TV 방송 개국 이래 27년간 이어져 오던 《토요명화》는 2007년 11월 3일 마지막 방송을 끝으로 폐지되었으며, 이는 지상파 채널 가운데 주말 영화 프로그램이 폐지된 최초의 사례였다. 이후 해당 시간대에는 《토요영화 KBS 프리미어》가 편성되어 부활을 시도했으나, 이마저도 1년 만에 폐지되었다.

## 방송 시간
- 기본 편성표에는 방송 분량을 1시간 40분로 잡았으나, 방송하는 작품에 따라서 방송 종료 시간이 일정하지 않았다.
- 편성 상황에 따라서 유동적으로 바뀌는 경우가 많았다. 그리고 특집 프로그램 때문에 결방하는 경우도 있었다.

| 방송 기간                          | 방송 시간                | 비고 |
| ---------------------------------- | ------------------------ | ---- |
| 1980년 12월 13일 ~ 1981년 3월 28일 | 매주 토요일 밤 10시 10분 |      |
| 1981년 4월 4일 ~ 1981년 8월 29일   | 매주 토요일 밤 8시       |      |
| 1981년 9월 5일 ~ 1982년 3월 27일   | 매주 토요일 밤 9시       |      |
| 1982년 4월 3일 ~ 1982년 8월 28일   | 매주 토요일 밤 9시 40분  |      |
| 1982년 9월 4일 ~ 1983년 3월 26일   | 매주 토요일 밤 8시       |      |
| 1983년 4월 2일 ~ 1987년 10월 31일  | 매주 토요일 밤 9시 30분  |      |
| 1987년 11월 7일 ~ 1987년 12월 26일 | 매주 토요일 밤 10시 35분 |      |
| 1988년 1월 2일 ~ 1988년 4월 30일   | 매주 토요일 밤 10시 5분  |      |
| 1988년 5월 7일 ~ 1989년 2월 25일   | 매주 토요일 밤 9시 30분  |      |
| 1989년 3월 4일 ~ 1989년 9월 30일   | 매주 토요일 밤 8시 40분  |      |
| 1989년 10월 7일 ~ 1991년 4월 27일  | 매주 토요일 밤 9시 40분  |      |
| 1991년 5월 4일 ~ 1991년 10월 26일  | 매주 토요일 밤 9시 50분  |      |
| 1991년 11월 2일 ~ 1992년 4월 25일  | 매주 토요일 밤 9시 55분  |      |
| 1992년 5월 2일 ~ 1993년 10월 30일  | 매주 토요일 밤 8시 55분  |      |
| 1993년 11월 6일 ~ 1995년 8월 26일  | 매주 토요일 밤 9시       |      |
| 1995년 9월 2일 ~ 1995년 10월 28일  | 매주 토요일 밤 11시      |      |
| 1995년 11월 4일 ~ 1996년 9월 28일  | 매주 토요일 밤 9시       |      |
| 1996년 10월 5일 ~ 1997년 2월 22일  | 매주 토요일 밤 10시 10분 |      |
| 1997년 3월 1일 ~ 1997년 6월 7일    | 매주 토요일 밤 10시      |      |
| 1997년 6월 14일 ~ 1997년 10월 18일 | 매주 토요일 밤 10시 40분 |      |
| 1997년 10월 25일 ~ 1998년 2월 14일 | 매주 토요일 밤 10시 10분 |      |
| 1998년 2월 21일 ~ 1998년 6월 27일  | 매주 토요일 밤 10시 20분 |      |
| 1998년 7월 4일 ~ 1999년 4월 24일   | 매주 토요일 밤 10시 25분 |      |
| 1999년 5월 1일 ~ 2000년 4월 29일   | 매주 토요일 밤 10시 10분 |      |
| 2000년 5월 6일 ~ 2000년 7월 22일   | 매주 토요일 밤 10시 20분 |      |
| 2000년 7월 29일 ~ 2001년 4월 28일  | 매주 토요일 밤 10시 40분 |      |
| 2001년 5월 5일 ~ 2001년 6월 30일   | 매주 토요일 밤 10시 30분 |      |
| 2001년 7월 7일 ~ 2001년 10월 27일  | 매주 토요일 밤 10시 35분 |      |
| 2001년 11월 3일 ~ 2002년 2월 23일  | 매주 토요일 밤 10시 30분 |      |
| 2002년 3월 2일 ~ 2002년 3월 30일   | 매주 토요일 밤 10시 5분  |      |
| 2002년 4월 6일 ~ 2002년 6월 29일   | 매주 토요일 밤 11시      |      |
| 2002년 7월 6일 ~ 2003년 11월 1일   | 매주 토요일 밤 10시 50분 |      |
| 2003년 11월 8일 ~ 2005년 1월 1일   | 매주 토요일 밤 11시 10분 |      |
| 2005년 3월 19일 ~ 2005년 4월 30일  | 매주 토요일 밤 11시 15분 |      |
| 2005년 5월 7일                     | 토요일 밤 10시 5분       |      |
| 2005년 5월 14일 ~ 2005년 7월 2일   | 매주 토요일 밤 11시 15분 |      |
| 2005년 7월 9일 ~ 2005년 10월 29일  | 매주 토요일 밤 11시 5분  |      |
| 2005년 11월 5일 ~ 2006년 3월 11일  | 매주 토요일 밤 12시 15분 |      |
| 2006년 3월 18일 ~ 2006년 12월 30일 | 매주 토요일 밤 12시 25분 |      |
| 2007년 1월 6일 ~ 2007년 11월 3일   | 매주 토요일 밤 12시 35분 |      |

## 현재 시간 제공 시보
- SK텔레콤 (2002년 ~ 2003년)

## 비판
2005년 1월 8일부터 앙코르 드라마 '겨울연가' 편성에 따른 토요명화 중단 때문에 프로그램 존폐 여부를 묻는 시청자들의 항의가 속출하고 있었지만 KBS 편성본부 측에선 "토요명화는 폐지된 게 아니며, '겨울연가'가 끝나면 조속히 정상적으로 다시 나가게 될 것"이라고 해명했다. 매주 토요일 밤 11시 15분부터 1시 35분까지 한번에 2편씩 10주간 총 20부작이 다시 전파를 탔다. 이후 2005년 3월 19일부터 토요명화는 재개되었다.

## 시청률
20세기 말까지 높은 시청률과 인기를 누렸으나, 21세기가 시작되면서 케이블TV와 위성방송 채널, 그리고 초고속 인터넷 가입자 수가 증가함에 따라 인기가 점차 하락했다. 특히 2007년 이후 영화 작품들이 낮은 시청률로 고전하면서, 다매체·다채널 시대에 접어들었다. 또한 KT와 SK브로드밴드 등의 선후발 업체들이 IPTV 서비스를 상용화하면서 가입자 수가 포화 상태에 이르렀고, 이에 따라 더 이상 지상파 방송에서 높은 시청률을 기대하기 어렵다는 판단이 나온 것으로 분석된다.

## 같이 보기
- 명화극장 (KBS 1TV, 한국방송공사) - 2014년 12월 26일에 폐지됨, 과거
- 독립영화관 (KBS 1TV, 한국방송공사) - 현재 (2011년 1월 7일 ~ 현재 2시즌) (2001~2006 과거 1시즌 포함)
- 위성극장 (KBS 위성) - 2002년 2월 24일에 폐지됨, 과거
- 토요영화 KBS 프리미어 (KBS 2TV, 한국방송공사) - 2008년 11월 22일에 폐지됨, 과거, 2025년 8월 2일에 다시 부활됨
- 주말의명화

## 경쟁 영화 프로그램
- MBC 주말의 명화 (문화방송) - 2010년 10월 30일에 폐지됨, 과거
- MBC 수요/일요심야극장 (MBC TV) - 2004년 5월 2일에 폐지됨, 과거
- MBC 금요영화천국 (MBC TV, 2004년 ~ 2007년) - 2007년 5월 18일에 폐지됨, 과거
- MBC 일요영화특선 (MBC TV, 2007년) - 2007년 9월 16일에 폐지됨, 과거
- 영화특급 (SBS) - 2011년 1월 2일에 폐지됨, 과거
- 수요극장 (EBS TV) - 2014년 9월 10일에 폐지됨, 과거
- EBS 금요극장 (EBS TV) - 2013년 8월 23일에 1차 폐지되었다가 2017년 3월 3일에 다시 재편성되었으나 2019년 8월 16일에 2차 폐지됨, 과거
- 세계의 명화 (EBS TV) - 2019년 8월 17일 끝으로 첫째주~셋째주에는 편성 중단, 과거
- OBS 금요시네마 (OBS경인TV) - 2014년 10월 3일에 폐지됨, 과거
- OBS 토요시네마 (OBS경인TV) - 2014년 10월 4일에 폐지됨, 과거
- OBS 일요시네마 (OBS경인TV) - 2014년 10월 5일에 폐지됨, 과거
- 고전영화극장 (EBS 1TV) - 2017년 2월 24일에 폐지됨, 과거
- KTV 시네마 (KTV) - 2021년 1월 2일에 폐지됨, 과거
- 한국영화 걸작선 (국회방송) - 현재
- NATV 명화극장 (국회방송) - 현재
- KFN 명작극장 (국방TV) - 현재
- 진중시네마 (국방TV) - 현재
- 세계의 명화 (EBS TV) - 넷째주~다섯째주 현재
- 일요시네마 (EBS TV) - 현재
- 한국영화특선 (EBS TV) - 현재
- 시네클럽 (SBS, 2000년부터 2008년 4월 28일, 오전 1시대) - 과거
- OBS 시네마 (OBS경인TV) - 현재
- 목요시네마 - (iTV 인천방송) - 1999년 9월 2일에 폐지됨, 과거
- iTV 한국영화초대석 (iTV 경인방송) - 2003년 4월 5일에 폐지됨, 과거
- iTV 토요시네마 (iTV 경인방송) - 2004년 12월 25일에 폐지됨, 과거
- iTV 일요시네마 (iTV 경인방송) - 2004년 12월 26일에 폐지됨, 과거
- 설날특선영화 - 현재
- 추석특선영화 - 현재